# Lovisa Sirén
Lovisa Camilla Sirén, född 11 december 1986, är en svensk filmregissör, manusförfattare och klippare. Hon har varit verksam i branschen sedan i början av 2010-talet, mestadels i produktion av kortfilmer. Maya Nilo (Laura) (2022) är hennes första långfilm.

## Biografi
Sirén, som bor i Stockholm, är medlem av det feministiska konstkollektivet Wet Catch. Hon debuterade i filmbranschen 2011 och kom 2012 med kortfilmen Himalaya. Den var Siréns examensfilm på Folkuniversitets Konstskola i Stockholm; dessförinnan hade hon 2010 studerat TV-produktion vid Kaggeholms folkhögskola och året efter filmvetenskap vid Stockholms universitet.
Siréns intresse för jämställdhet, genusfrågor och könsroller slår igenom i mycket av hennes filmskapande. 2014 års Pussy Have the Power belönades med Startsladden på Göteborg Film Festival, och under Stockholms feministiska filmfestival samma år tilldelades Sirén årets ANNA-pris av Svenska Filminstitutets VD Anna Serner. Pussy Have the Power handlar om tre flickor som försöker arbeta fram elektronisk musik i en studio, och där en manlig musikproducent i filmen representerar den traditionella musikmakten. 
2015 kom Audition och året efter Baby. Den senare är ett vänskapsdrama med Bahar Pars i huvudrollen, och Pars har även medverkat i andra av Siréns produktioner. Både Audition och Baby nominerades till Guldbaggen för bästa kortfilm.
ANNA-priset 2014 (se ovan) delades ut för Siréns första och då ännu ej färdigställda långfilm med arbetsnamnet Sagres. Produktionen tog ytterligare ett antal år på sig, och det hela färdigställdes slutligen 2022 med titeln Maya Nilo (Laura). Filmen är en roadmovie omkring tre kvinnor i olika generationer.
Förutom det självständiga filmskapandet arbetar Sirén även med TV. Hon står för regin i andra säsongen av Viaplay-serien Thunder in My Heart.
Sirén har jämförts med jämnåriga kvinnliga filmskapare som Fanni Metelius och Ninja Thyberg, vilka arbetar med samma eller liknande teman (båda dessa studerade på Fridhems folkhögskola åren runt 2010). Själv säger sig Sirén även ha blivit inspirerad av John Cassavetes 1970-talsfilmer.

## Filmografi
Nedanstående filmer har manus, regi och klippning av Sirén, om ej annat nämns

### Kort- och långfilmer
- Himalaya (2012, bästa film vid Novemberfestivalen 2013)
- Pussy Have the Power (2014; Startsladden 2014)
- Mina (2014; klippning)
- Antingen-eller (2014; regiassistent)
- Audition (2015; Guldbaggenominerad)
- Baby (2016; Guldbaggenominerad)
- Kollektivet (2019; klippning)
- Maya Nilo (Laura) (2022)

### TV-produktioner (regi)
- Thunder in My Heart (2022; säsong 2; Viaplay[7])